# منکیتو (کانزاس)
مَنکِیتو (به انگلیسی: Mankato) شهری در ایالت کانزاس کشور ایالات متحده آمریکا است که جمعیت آن در سرشماری سال ۲۰۱۰ میلادی، ۸۶۹ نفر بوده‌است.